# 惠特莫爾溫泉 (加利福尼亞州)
惠勒莫爾溫泉（英語：Whitmore Hot Springs）是位於美國加利福尼亞州莫諾縣的一個非建制地區。該地的面積和人口皆未知。

## 地理
惠勒莫爾溫泉的座標為37°37′57″N 118°48′44″W / 37.63250°N 118.81222°W，而該地的平均海拔高度為2139米（即7018英尺）。